# Potenza Calcio
Potenza Calcio, włoski klub piłkarski mający swą siedzibę w mieście Potenza. Klub powstał z połączenia dwóch innych drużyn z tego samego miasta – A.S.C. Potenza (zał. w 1983) i F.C. Potenza (zał. w 1921). Ostatni raz w Serie B Potenza występowała w 1968 roku.

## Barwy Klubowe
Stroje A.S.C. Potenzy mają kolor czerwono-niebieski.

## Sezon – Rozgwywki
2005/2006 – Serie C2/C (15. miejsce)

2006/2007 – Serie C2/C